# Siriella serrata
Siriella serrata är en kräftdjursart som beskrevs av Hansen 1910. Siriella serrata ingår i släktet Siriella och familjen Mysidae. Inga underarter finns listade i Catalogue of Life.